# Campeonato Europeo de Remo de 1927
El XXIX Campeonato Europeo de Remo se celebró en Como (Italia) en 1927 bajo la organización de la Federación Internacional de Sociedades de Remo (FISA).
En total se disputaron siete pruebas diferentes, todas ellas en la categoría masculina.

## Resultados

### Masculino
| Evento                 | Oro | Plata | Bronce |
| ---------------------- | --- | --- | --- |
| Scull individual M1X   | Michelangelo Bernasconi Italia | Béla Szendey Hungría | Josef Straka Checoslovaquia |
| Doble scull M2X        | Rudolf Bosshard · Maurice Rieder · Suiza | Michelangelo Bernasconi Alessandro De Col Italia | Edmond Van Parys · Adolphe Schnaphauf · Bélgica |
| Dos sin timonel M2-    | Renzo Vestrini Pier Luigi Vestrini Italia | Alois Reinhard · Wilhelm Siegenthaler · Suiza | Hendrik van Suylekom · Carel van Wankum · Países Bajos |
| Dos con timonel M2+    | Renzo Vestrini Pier Luigi Vestrini Cesare Milani (t) Italia                                                                                                   | Edouard Schädeli · Willy Müller · Paul Wirz (t) · Suiza | Dirk Fortuin · Johannes Brandsma · L. Janus (t) · Países Bajos |
| Cuatro sin timonel M4- | Palmiro Lago Agostino Massa Andrea Cattoni Giuseppe Maggio Italia                                                                                             | Theodor Stauffer · Max Balmer · Arnold Schenk · Reinhard Wildbolz · Suiza                                                                                          | — |
| Cuatro con timonel M4+ | Antonio Ghiardello Mario Ghiardello Giovanni-Battista Pastine Andrea Ghiardello Ugo Giangrande (t) Italia                                                     | Karl Schöchlin · Hans Schöchlin · Paul Käser · Julien Comtesse · Theophil Mosimann (t) · Suiza                                                                     | Robert Swartelé · Maurice Swartelé · Théodore Wambeke · Alphonse Dewette · NC (t) · Bélgica |
| Ocho con timonel M8+   | Medardo Lamberti Arturo Moroni Vittore Stocchi Guglielmo Carubbi Amilcare Canevari Medardo Galli Giulio Lamberti Benedetto Borella Angelo Polledri (t) Italia | Alois Reinhard · Josef Zimmermann · Ernst Haas · Hans Kappeler · G. Inglin · Hans Zimmermann · Kaspar Zimmermann · Wilhelm Siegenthaler · Walter Ludin (t) · Suiza | Henryk Niezabitowski · Józef Poczobut · Józef Łaszewski · Janusz Ślązak · Marian Wodziański · Andrzej Sołtan-Pereświat · Piotr Kurnicki · Otto Gordziałkowski · Edmundo Czaplicki (t) · Polonia |

## Medallero
| Núm. | País           | Oro | Plata | Bronce | Total |
| ---- | -------------- | --- | ----- | ------ | ----- |
| 1    | Italia         | 6   | 1     | 0      | 7     |
| 2    | Suiza          | 1   | 5     | 0      | 6     |
| 3    | Hungría        | 0   | 1     | 0      | 1     |
| 4    | Bélgica        | 0   | 0     | 2      | 2     |
| 4    | Países Bajos   | 0   | 0     | 2      | 2     |
| 6    | Checoslovaquia | 0   | 0     | 1      | 1     |
| 6    | Polonia        | 0   | 0     | 1      | 1     |
|      | TOTAL          | 7   | 7     | 6      | 20    |